# The Music of Dawn
The Music of Dawn is een symfonisch gedicht van David Matthews uit 1990.
Matthews bezocht een overzichtstentoonstelling van schilderijen van Cecil Collins (†1989) in de Tate Gallery in Londen. Hij had de schilder eerder getroffen, maar verder geen contact gehad. Matthews had het idee de schilder, die indruk op hem gemaakt had, opnieuw te treffen tijdens de expositie. Hij moest echter vernemen, dat Collins vlak na de opening van de expositie was overleden. De tentoonstelling was chronologisch opgebouwd. Eenmaal aangekomen in de laatste zaal, werd Matthews getroffen door een van de laatste schilderijen van Collins: The Music of Dawn. Een priesteres geleidt als het ware de zon vanuit de zee het strand op. Het schilderij is uitgevoerd in tempera met lichtschijnende warme kleuren. Hij voelde direct de behoefte het schilderij “om te zetten” naar muziek.

## Muziek
Het eendelig werk begint zeer zacht met een weifelende zon, die naarmate de tijd verstrijkt steeds meer land wint en uiteindelijk in volle glorie uitbundig schijnt. Tegelijkertijd lijkt er een parallelle ontwikkeling plaats te vinden; vloed van de zee. Zo is er in de tweede sectie te horen hoe een kabbelende zee over het grind en zand van het strand langzaam het land inpikt. Voor deze interpretatie haalde de componist inspiratie uit zijn verblijf in Deal (Kent), waar het werk voor een deel is geschreven. Het slot is geschreven in Noord Cornwall ten huize van Normal del Mar (dirigent). Het slot van het werk wordt voorgesteld in een soort coda waarin het daglicht straalt.
Het eendelig werk kent alleen tempo-aanduidingen:
- Very calm and still – A tempo – Presto – Tempo I – Piu mosso – Misterioso – Tempo I, very calm – Presto – Tempo I – Allegro vivace – Sempre molto energico - Piu mosso – Strepitoso – Subito piu sostenuto – Meno mosso – Calmo e maestoso – Poco solenne – As at the start.

De eerste uitvoering werd gegeven door het Young Musician’s Symphony Orchestra onder leiding van James Blair op 28 november 1990. Het werk werd gesponsord door Unilever en werd uitgevoerd in de Royal Festival Hall in Londen.

### Orkestratie
- 4 dwarsfluiten waarvan nrs. 3 en 4 ook piccolo, 3 hobo’s, 1 althobo, 3 klarinetten, 1 basklarinet, 3 fagotten, contrafagot;
- 6 hoorns, 3 trompetten, 3 trombones, 1 tuba;
- 2 stel pauken, 4 man / vrouw percussie voor grote trom, 2 conga’s, 3 tamtams, diverse soorten bekkens, caxixi, 2 maraca's (metaal), rainmaker, xylofoon, marimba, vibrafoon, 6 crotales, 2 harpen ;
- violen, altviolen, celli, contrabassen.

## Discografie
- Uitgave Chandos : BBC Philharmonic onder leiding van Rumon Gamba; opname 2007; eveneens gesponsord door Unilever.